# 2-oxazolidonă
2-oxazolidona (IUPAC: 1,3-oxazolidin-2-onă) este un compus heterociclic ce conțin un nucleu format din cinci atomi, dintre unul este de azot și unul de oxigen. 
Derivații de oxazolidinonă prezintă proprietăți antimicrobiene, acestea manifestându-se prin inhibarea sintezei proteice bacteriene prin blocarea legării N-formilmetionil-ARNt de ribozomi. Exemple de antibiotice oxazolidinone sunt: linezolid, tedizolid, cicloserină.